# Європейський конгрес етнічних релігій
Європейський конгрес етнічних релігій (англ. European Congress of Ethnic Religions) — це організація, метою якої є сприяння розвитку етнічних релігій Європи, головним чином дохристиянських європейських релігійних традицій, включаючи неоязичництво. Організація була заснована на першому конгресі, що відбувся у Вільнюсі, Литва, 21-23 червня 1998 року.

## Історія
Спочатку організація була заснована як Всесвітній конгрес етнічних релігій. Однак, попри те, що конгреси 2006 і 2009 років проходили в Індії, щоб наблизити організацію до індуїзму, членство в організації залишалося переважно європейським і пов'язаним з неоязичництвом. В результаті, у 2010 році організація була перейменована на Європейський конгрес етнічних релігій.

### Список конференцій
- Вільнюс — Литва (1998 р.)
- Тельшяй — Литва (1999 р.)
- Брадешай — Литва (2000 р.)
- Вільнюс — Литва (2001)
- Вільнюс — Литва (2002 р.)
- Вільнюс — Литва (2003 р.)
- Афіни — Греція (2004 р.)
- Антверпен — Бельгія (2005)
- Джайпур — Індія (2006 р.)
- Рига, Юрмала, Сігулда — Латвія (2007)
- Єнджиховіце — Польща (2008)
- Нагпур — Індія (2009)
- Болонья — Італія (2010)
- Оденсе — Данія (2012)
- Прага — Чехія (2013)

## Членство
Організації-члени представляють балтійську, слов'янську, германську, грецьку та римську традиції. Станом на 2023 рік організаціями-членами ЄКЕР були:
- Латвійські Асамблеї Божі, Латвія
- Традиційна асоціація «П'єтас», Італія
- Друїдська група галлів, Франція
- Об'єднання рідновірів, Україна
- Рідна віра[en], Польща
- Давньобалтійська релігійна громада Ромува, Литва
- Шаманська асоціація, Норвегія
- Слов'янське коло, Чехія
- Вища рада етнічних еллінів[en], Греція